# Monasterio de Jazak
El monasterio de Jazak (en serbio: Манастир Јазак y manastir Jazak) es un monasterio ortodoxo serbio ubicado en Sirmia en la Voivodina. Está situado cerca de la aldea de Irig en la eparquía de Sirmia. Es uno de los 16 monasterios de Fruška Gora.

## Historia
El monasterio fue fundado en 1736. Los iconos del iconostasio barroco fueron pintados en 1769 por Dimitrije Bačević y la madera tallada se atribuyó al grabador Marko Vujatović . Se llevó a cabo una reconstrucción general del monasterio desde 1926 hasta 1930. El Monasterio de Jazak fue declarado Monumento Cultural de Excepcional Importancia en 1990 durante la época de la abadesa Paraskeva Drapšin y está protegido por Serbia.
El monasterio de Jazak se encuentra en el lado sur de Fruška Gora, en lo profundo de la montaña a una altitud de 270 m. Está a sólo 5-6 km de la carretera Belgrado-Irig, por lo que es de fácil acceso para los creyentes y otros visitantes.
Fue construido en 1736 en el extremo plano de una pequeña cuenca, entre dos claros, en la ladera sur de Fruška Gora, en un tramo conocido como Gradac. El complejo del monasterio consta de una iglesia con campanario, rodeada por tres lados por viviendas, mientras que en el cuarto lado hay un muro y una entrada abovedada a la puerta del monasterio. En el centro de la puerta se encuentra la iglesia del monasterio con un campanario de tres pisos.
Inmediatamente al lado del monasterio, de camino al pueblo de Jazak, se encuentra el monasterio Prnjavor, y a una distancia de unos dos kilómetros, al norte del monasterio, se encuentran los restos del monasterio Stari Jazak, que según la tradición, fue fundada por St. El déspota Jovan Branković, hijo menor de St. Esteban el Ciego y San La madre de Angelina. Estuvo dedicado a la Presentación de la Santísima Virgen María (21 de noviembre/4 de diciembre). La primera información escrita data de 1522. Se menciona en el manuscrito Triodo copiado por el monje Yazag Lavrentije.
Dado que no se conserva ningún testimonio del monasterio del siglo XVII, se supone que estuvo abandonado hasta la Gran Migración de los Serbios en 1690. Así, en 1705 las reliquias del emperador Uroš fueron trasladadas desde Nerodimlje, por lo que el monasterio gozó de gran reputación. En 1736, durante la época del metropolitano Vićenti Jovanović, se tomó la decisión de construir una nueva iglesia de San Petersburgo. La Trinidad, de estilo barroco, fue consagrada en junio de 1758 por el metropolita Pavle Nenadović y a ella se transfirió el inventario del antiguo monasterio. Stari Jazik se convirtió entonces en un convento de monjas, que fue desplazado por orden de María Teresa en 1773 con la reducción de los monasterios y rápidamente se convirtió en ruinas, que todavía se encuentran en el mismo lugar hoy.
Stari Jazik se convirtió entonces en un convento de monjas, que fue desplazado por orden de María Teresa en 1773 con la reducción de los monasterios y rápidamente se convirtió en ruinas, que todavía se encuentran en el mismo lugar hoy. En la nueva iglesia, de 1759 a 1769, se realizó un iconostasio con 58 iconos, obra de Dimitrije Bačević y sus asistentes Teodor Kracun y Dimitrije Popović. Dado que el interior de la iglesia estuvo pintado durante mucho tiempo, en 1899 el pintor Pavle Čortanović (1830-1903) pintó murales al óleo con figuras individuales del panteón de santos cristiano nacional y general.
Hoy en día, la hermandad del monasterio está formada por 11 monjas, encabezadas por la abadesa Paraskeva Drapšin desde el 20 de noviembre de 1990.